# 1937特种兵之敌后武工队
《1937特种兵之敌后武工队》，简称“1937特种兵”，是由无限幻境工作室开发的一款即时战术游戏，由金智塔於2001年5月18日發行。

## 遊戲內容
《1937特种兵》採用即时战术游戏的玩法，游戏背景设定于抗日战争时期，玩家操纵几名敌后武工队员執行任務。武工队成員共有五人，遊戲中共有十種武器，各個角色擅長不同的武器。遊戲共有十二個關卡，玩家需要指揮武工隊完成關卡目標通關。遊戲中的敵人為日軍士兵和軍犬，日軍士兵在場景不同地方巡邏，會攻擊視線內武工隊隊員；聽到異常聲音，也會前往聲源調查；發現尸體，會呼喚附近的士兵對實尸體附近區域進行調查。軍犬則會根據嗅覺發現並攻擊武工隊隊員。

## 開發及發行
2000年原本於创意鹰翔任職的郭巍，不滿公司轉型開發網絡遊戲，離開创意鹰翔建立无限幻境工作室，工作室首個專案為《1937特种兵》，遊戲交由金智塔發行。郭巍過去在创意鹰翔開發《独闯天涯》時，已經有嘗試在遊戲內加入《盟军敢死队》的玩法機制。該專案設計上也參考《盟军敢死队》，製作組受抗日戰爭時期的敵後戰鬥啟發，而將遊戲背景設置為抗日戰爭。專案使用開發組自研的战术-动作引擎製作，建築和物件參考了二戰時期的中國建築，並製作了3D模型作預渲染，再用2D軟件精修。2000年9月，金智塔首次公開該專案，次月公佈遊戲主視覺設計。2001年4月18日，金智塔發佈遊戲試玩版。2001年5月18日，遊戲正式發售。

## 評價
《1937特种兵》發售後反响一般。該作由於風格和玩法與同時期推出的《盟军敢死队》類似，驱动之家、网易游戏、《电脑报》、新浪游戏均將兩者做比對，驱动之家評論員更直言該作是「盟军敢死队东亚战场版」。网易游戏評論員認為該作有「明显的模仿痕迹」，可玩角色大多可以在《盟军敢死队》上找到原型。《大众软件》評論員ZERO根據自身體驗表示，兩者除了是同一遊戲類型外，「其实有很多不同之处」。
遊戲角色的人工智能設計獲得驱动之家和新浪游戏正面的評價，新浪游戏表示角色「都有非常真实的智能表现」。网易游戏則提到游戏小故障数量較多。